# Блеф
Блеф (від англ. Bluff — обман) — картярський термін, один із тактичних прийомів гри в покер, суть якого у збільшенні ставки при слабкій карті з метою психологічного тиску на супротивників. Блефуючи, гравець намагається змусити інших гравців відмовитися від подальших торгів і виграти, не розкриваючи карти. Він ризикує, оскільки супротивник може або мати сильну карту, або не повірити й зрівняти ставки, домагаючись відкриття карт. Протилежністю блефу є слоуплей.
Блеф поділяється на:
- чистий блеф, коли у гравця, у якого немає ні готової комбінації, ні руки-дро, яка може згодом посилитися. Наприклад, в техаському холдемі гравець, що має руку 6 ♠ 5 ♠ і робить ставку на флопі K ♦ T ♦ 2 ♣, здійснює чистий блеф. Чистий блеф є дуже ризикованим ходом і виконується навіть професійними гравцями дуже рідко і обережно;
- напівблеф — вид блефу набагато популярніший, ніж чистий блеф. При напівблефі гравець робить ставку, маючи неготову руку, але яка може згодом посилитися. Таким чином, гравця влаштовує варіант вибити опонента і отримати банк відразу, але разом з тим, якщо блеф не пройде, у гравця залишається шанс посилити руку і виграти на шоудауні. Наприклад, ставка з рукою 6 ♠ 5 ♠ на флопі K ♠ T ♠ 2 ♦ буде напівблефом, оскільки у гравця є шанс отримати флеш.

Блефувати повинен уміти кожен гравець у покер, однак своєчасність застосування цього прийому залежить від майстерності. Потрібно враховувати, що:
- чим менше гравців залишилося в грі, тим успішнішим буде блеф, оскільки легше вибити одного гравця, ніж двох або трьох;
- блеф буде успішнішим проти тайтового, акуратного гравця, який часто скидає, не маючи сильної руки;
- не варто застосовувати блеф дуже часто, адже блефову тактику можуть зрозуміти, перестануть вірити й почнуть відповідати коллами, ререйзами чи олл-інами.

Вживання терміна «блеф» вийшло за межі гри в карти й означає загалом один із різновидів крутійства.